# Camp Blood 666
Camp Blood 666 ist ein US-amerikanischer Slasher-Film von Regisseur Ted Moehring aus dem Jahr 2016. Es handelt sich um den insgesamt siebten Teil der Camp-Blood-Filmreihe. Da der Film Within the Woods (2005) jedoch eine Art Spin-off darstellen soll, wird Camp Blood 666 als sechster Teil gezählt. Die 666 verweist aber auch auf die okkulte Komponente des Films. 

## Handlung
Ein satanischer Kult erweckt Stan Cunningham, den ursprünglichen Initiator des Camp-Blood-Masskers, zu neuem Leben. Der Geist fährt in den obersten Kultisten ein und setzt sein mörderisches Treiben fort.
Derweil unterrichtet Mr. Carson seine Tochter Betsy, dass ihr Bruder Ari sich dem Kult angeschlossen hat. Betsy fährt mit ihrem Freund Tom in die Wälder und stößt an einer alten Ruine auf Anzeichen eines Kults. Unter anderem finden sie ein blutgetränktes Hemd, das ihrem Bruder gehören könnte. Doch der örtliche Sheriff ist wenig begeistert von der Einmischung. Zwar ist ihm bekannt, dass Jugendliche am alten Campgelände vandalieren und zum Teil vorgeben, satanische Rituale abzuhalten, doch ist ihm seine Ruhe lieber. Eher halbherzig schickt er das Foto von Ari an alle seine Mitarbeiter und schickt seinen schlechtesten Mann zur Ritualstelle. 
Während sich der Clown durch seine ehemaligen Anhänger mordet und auch den Polizisten tötet, finden Tom und Betsy ein Zelt, das Ari gehörte. Im Innern finden sie sein Tagebuch, in dem er vom Kult berichtet. Schließlich gelingt es ihnen so, den Sheriff zu überzeugen. Sie stoßen auch wirklich auf den Clown, der alle bis auf Tom und Betsy tötet. In einem nahe gelegenen Haus schaffen sie es, den Clown zu überwältigen und demaskieren ihn. Es handelt sich um Ari, der sich zum Anführer der Kultisten emporgearbeitet hat und nun vom Geist des Killerclowns besessen ist. Er tötet Betsy und dann auch Tom.
Am Ende besucht der Clown seinen Vater. Zunächst sieht es so aus, als wolle er ihn töten, doch dann umarmen sich die beiden und der Sohn reicht die Maske an seinen Vater weiter.

## Hintergrund
Camp Blood 666 erschien im gleichen Jahr wie Camp Blood 4 und Camp Blood 5. Inhaltlich stellt der Film von Regisseur Ted Moehring einen Neuanfang dar. Erneut handelt es sich aber in erster Linie um einen kostengünstig gedrehten Film. Zurück kehrte der Filmkomponist Ghost (Gregory Smith), der die beiden vorangegangenen Teile aussetzte.
Der Film erschien in den Vereinigten Staaten als DVD-Premiere. In Deutschland erschien keine Synchronfassung. Erstmals veröffentlicht wurde der Film dort als Mediabook von WMM am 29. Oktober 2021 in der Reihe Super Spooky Stories zusammen mit den Teilen 1 bis 5 (ohne Within the Woods). Die DVD enthält nur die englische Tonspur mit deutschen Untertiteln.

## Rezeption
Die meisten Rezensenten bezeichneten den Film als nicht gut, wobei er jedoch aus ihrer Sicht zumindest besser ist als Teil 4 und 5.